# Jerzy Mierzwa
Jerzy Mierzwa, ps. Młody (zm. 30 grudnia 2020 w Poznaniu) – żołnierz Armii Krajowej, działacz środowiska weteranów tej organizacji.

## Życiorys
Był żołnierzem Armii Krajowej w Okręgu Kielce, Placówce Łączności Fala zlokalizowanej na stacji kolejowej we Włoszczowie. Był więziony przez Niemców w obozie w Łodzi. Po zakończeniu II wojny światowej działał w środowisku dawnych żołnierzy AK. Był członkiem Światowego Związku Żołnierzy AK (Okręg Wielkopolski i Środowisko "Jodła"), w tym wieloletnim przewodniczącym Sądu Koleżeńskiego związku.
Pochowany został 12 stycznia 2021 na cmentarzu Jeżyckim w Poznaniu.

## Odznaczenia
Został odznaczony m.in.:
- Krzyżem Kawalerskim Orderu Odrodzenia Polski,
- Złotym Krzyżem Zasługi,
- Krzyżem Armii Krajowej[1].